# Seidnitz/Dobritz
Seidnitz/Dobritz ist ein statistischer Stadtteil im Dresdner Stadtbezirk Blasewitz. Er liegt südöstlich des Stadtzentrums auf der Altstädter Elbseite.

## Lage
Der statistische Stadtteil Seidnitz/Dobritz ist im Norden von Striesen-Ost und Tolkewitz/Seidnitz-Nord, im Osten von Laubegast und Leuben, im Süden von Reick und Strehlen und im Westen von Gruna umgeben.
Die Grenzen des Stadtteils werden durch die Bahnstrecke Dresden–Bodenbach, Abschnitte der Liebstädter, Bärensteiner, Hepke- und Altenberger Straße, den Niedersedlitzer Flutgraben und die Straße Moränenende gebildet. Seidnitz/Dobritz liegt somit vollständig im Elbtalkessel.

## Gliederung
Zum statistischen Stadtteil gehören große Teile der Gemarkungen Seidnitz und Dobritz sowie der Norden der Gemarkung Reick und kleine Teile Grunas. Er gliedert sich in folgende neun statistische Bezirke:
- 561 Seidnitz (Rennbahn)
- 562 Seidnitz (Schilfweg)
- 563 Seidnitz (Dobritzer Str.)
- 564 Dobritz (Altdobritz/Basedowstr.)
- 565 Seidnitz (Hellendorfer Str.)
- 566 Seidnitz (Altseidnitz)
- 567 Seidnitz (Alter Elbarm)
- 568 Seidnitz (Hirschbacher Weg)
- 569 Seidnitz (Ulberndorfer Weg)

## Verkehr
Wichtigste Straßen des Stadtteils sind die in Richtung Pirna führenden Ein- und Ausfallstraßen Bodenbacher Straße und Winterbergstraße sowie der Straßenzug Rennplatz-/Enderstraße in Nord-Süd-Richtung. In Seidnitz/Dobritz verkehren mehrere Straßenbahn- und Stadtbuslinien der Dresdner Verkehrsbetriebe. Der Stadtteil weist insgesamt 14 Straßenbahn- und 27 Bushaltestellen auf und ist damit sehr gut ins ÖPNV-Netz eingebunden. Darüber hinaus befinden sich die beiden S-Bahnhöfe Dobritz und Reick im Stadtteilgebiet, über welche Anschluss an die Linien S 1 und S 2 besteht.